# Robert Maillart
Robert Maillart (16 de febrero de 1872 - 5 de abril de 1940) fue un ingeniero civil suizo que revolucionó el uso del hormigón armado estructural, con diseños como el arco triarticulado y el arco reforzado con el tablero para la construcción de puentes, así como las losas de suelo y techo sin vigas con columnas en forma de seta para naves industriales. Sus puentes de Salginatobel (1929-1930) y de Schwandbach (1933) cambiaron drásticamente la estética y la ingeniería de la construcción de puentes, y han influido en generaciones de arquitectos e ingenieros posteriores desde entonces. En 1991 el puente de Salginatobel fue declarado "Hito Histórico Internacional de la Ingeniería Civil" por la Sociedad Estadounidense de Ingenieros Civiles.

## Primeros años
Robert Maillart nació el 6 de febrero de 1872 en Berna, Suiza. Asistió al Escuela Politécnica Federal de Zúrich y estudió ingeniería estructural en la ETH de Zúrich entre 1890 y 1894, donde las conferencias de Wilhelm Ritter sobre estática gráfica formaban parte del plan de estudios. Maillart no sobresalió en las teorías académicas, pero entendió la necesidad de hacer suposiciones y visualizar sus estructuras cuando las analizaba. Un método tradicional anterior a la década de 1900 consistía en utilizar formas que pudieran analizarse fácilmente mediante procedimientos matemáticos.
Este uso excesivo de las matemáticas molestó a Maillart, ya que prefería dar un paso atrás y usar el sentido común para predecir el rendimiento a gran escala. Además, como rara vez probaba sus puentes antes de la construcción, solo una vez terminados verificaba que el puente era adecuado. A menudo probaba sus puentes cruzándolos él mismo. Esta actitud hacia el diseño y la construcción de puentes fue lo que le proporcionó la base para acometer sus diseños innovadores.

## Carrera

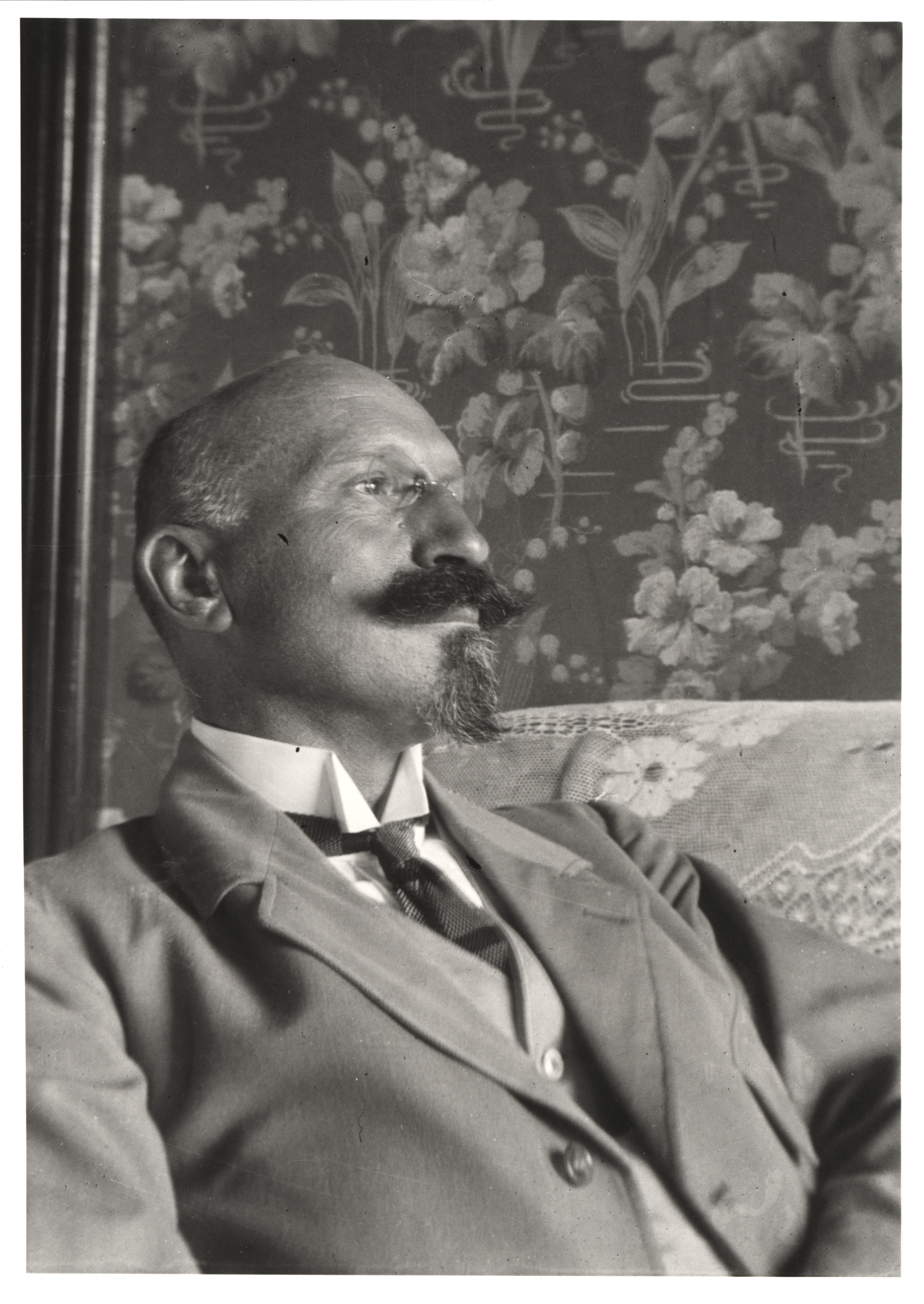
Robert Maillart, c. 1925

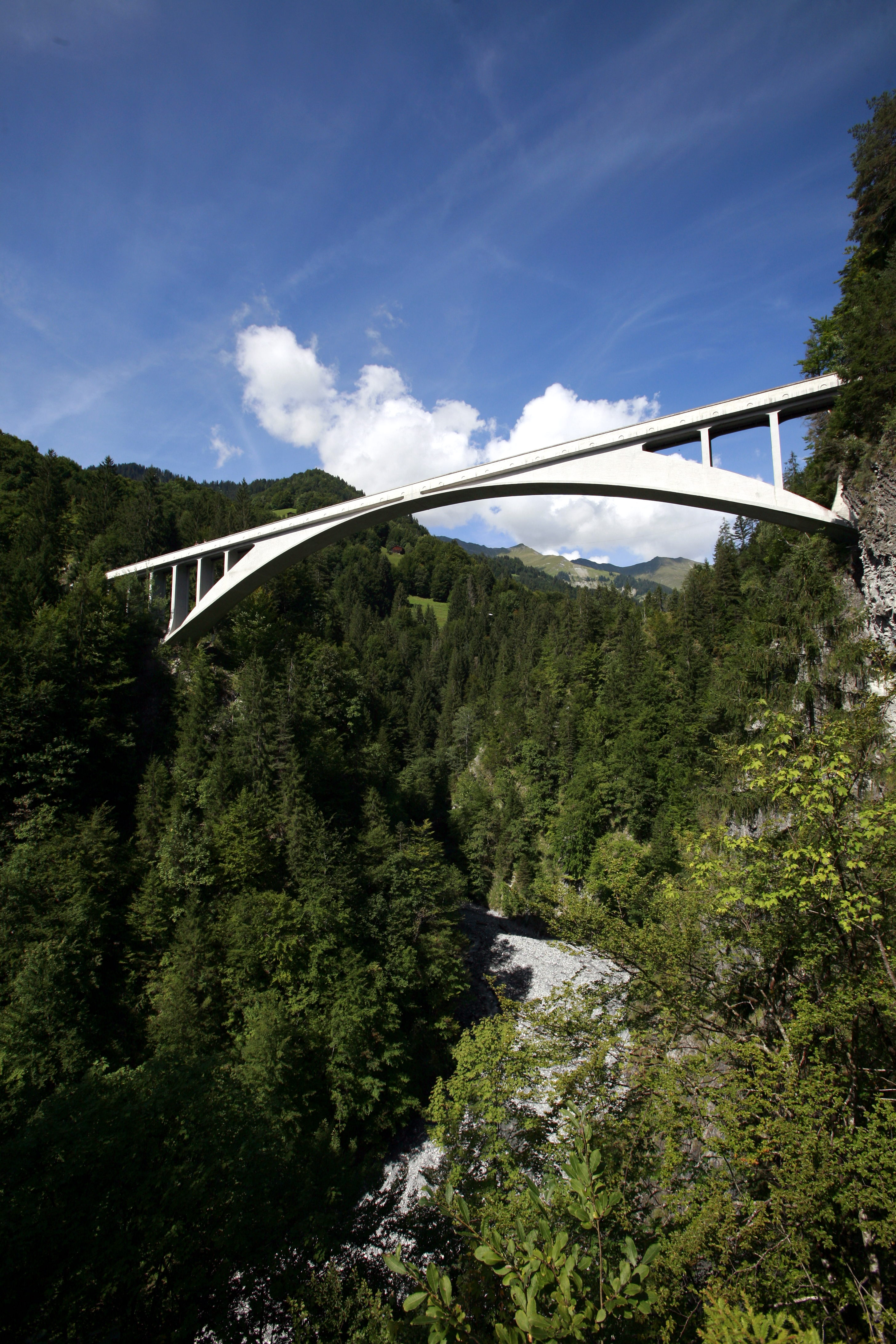
Puente de Salginatobel

Maillart volvió a Berna para trabajar durante tres años con Pümpin & Herzog (1894–1896). Luego estuvo contratado dos años por la administración de la ciudad de Zúrich, y más adelante permaneció allí durante unos años con una empresa privada.
En 1902 estableció su propia empresa, Maillart & Cie. En 1912 se mudó con su familia a Rusia mientras dirigía la construcción de grandes fábricas y almacenes en Járkov, Riga y San Petersburgo, ya que Rusia se estaba industrializando con la ayuda de inversiones suizas. Pero poco después, Maillart quedó atrapado en el país con su familia, debido al comienzo de la Primera Guerra Mundial. En 1916 murió su esposa, y en 1917 el triunfo de la revolución rusa y la nacionalización de bienes consiguiente hicieron que perdiese sus proyectos y los bonos con los que se le había pagado. Cuando el viudo Maillart y sus tres hijos regresaron a Suiza, estaba sin un centavo y muy endeudado con los bancos suizos. Tras volver a su país natal, tuvo que trabajar para otras firmas, pero lo mejor de sus diseños aún estaba por llegar. En 1920 se trasladó a una oficina de ingeniería en Ginebra, que luego tuvo oficinas en Berna y Zúrich.

## Desarrollo y uso del hormigón armado
El primer uso del hormigón como material importante para la construcción de puentes fue en 1856. Se utilizó para formar una estructura de arcos múltiples en el acueducto Grand Maître en Francia, en el que el hormigón fue vaciado en su forma más tosca, una enorme masa sin refuerzo sometida a compactación según el procedimiento ideado por François Coignet. Más adelante, en el siglo XIX, los ingenieros exploraron las posibilidades del hormigón armado como material estructural. Descubrieron que soportaba fuerzas de compresión, mientras que las barras de acero soportaban los esfuerzos de tracción. Esto hizo del hormigón un material con unas características más adecuadas para el diseño de todo tipo de estructuras.
Al inventor francés Joseph Monier se le atribuye ser el primero en comprender los principios del hormigón armado, cuando tuvo la idea de embeber una malla de alambre de hierro en el hormigón. Era jardinero, no ingeniero licenciado, y vendió sus patentes a contratistas que construyeron la primera generación de puentes de hormigón armado en Europa. También perfeccionó la técnica del hormigón pretensado, que permite introducir tensiones de compresión permanentes en las piezas de hormigón.
A principios del siglo XX, el hormigón armado se convirtió en un sustituto aceptable de todos los materiales de construcción estructurales anteriores, como la piedra, la madera y el acero. Personas como Monier habían desarrollado técnicas útiles para el diseño y la construcción, pero nadie había creado nuevas formas que mostraran al completo las posibilidades estéticas del hormigón armado.
Robert Maillart tuvo una intuición y un genio que explotó la estética del hormigón. Diseñó arcos triarticulados en los que se combinaron el tablero y las nervaduras del arco para producir estructuras estrechamente integradas que evolucionaron hacia arcos rígidos de hormigón armado muy delgados y losas de hormigón. El puente de Salginatobel (1930) y el puente de Schwandbach (1933) son ejemplos clásicos de los puentes de arco triarticulados y de los puentes de arco reforzados con la cubierta de Maillart, respectivamente. Han sido reconocidos por su elegancia y su influencia en el diseño y en la ingeniería de puentes posteriores.
Estos conceptos fueron más allá de los límites comunes del diseño en la época de Maillart. Los dos puentes mencionados anteriormente son excelentes ejemplos de su capacidad para simplificar el proyecto con el fin de permitir el uso máximo de los materiales e incorporar la belleza natural del entorno de la estructura. Seleccionado entre 19 participantes en un concurso de diseño (en parte por el bajo costo de su propuesta), Maillart comenzó en 1929 junto a la localidad de Schiers la construcción del puente de Salginatobel, que sería inaugurado el 13 de agosto de 1930.

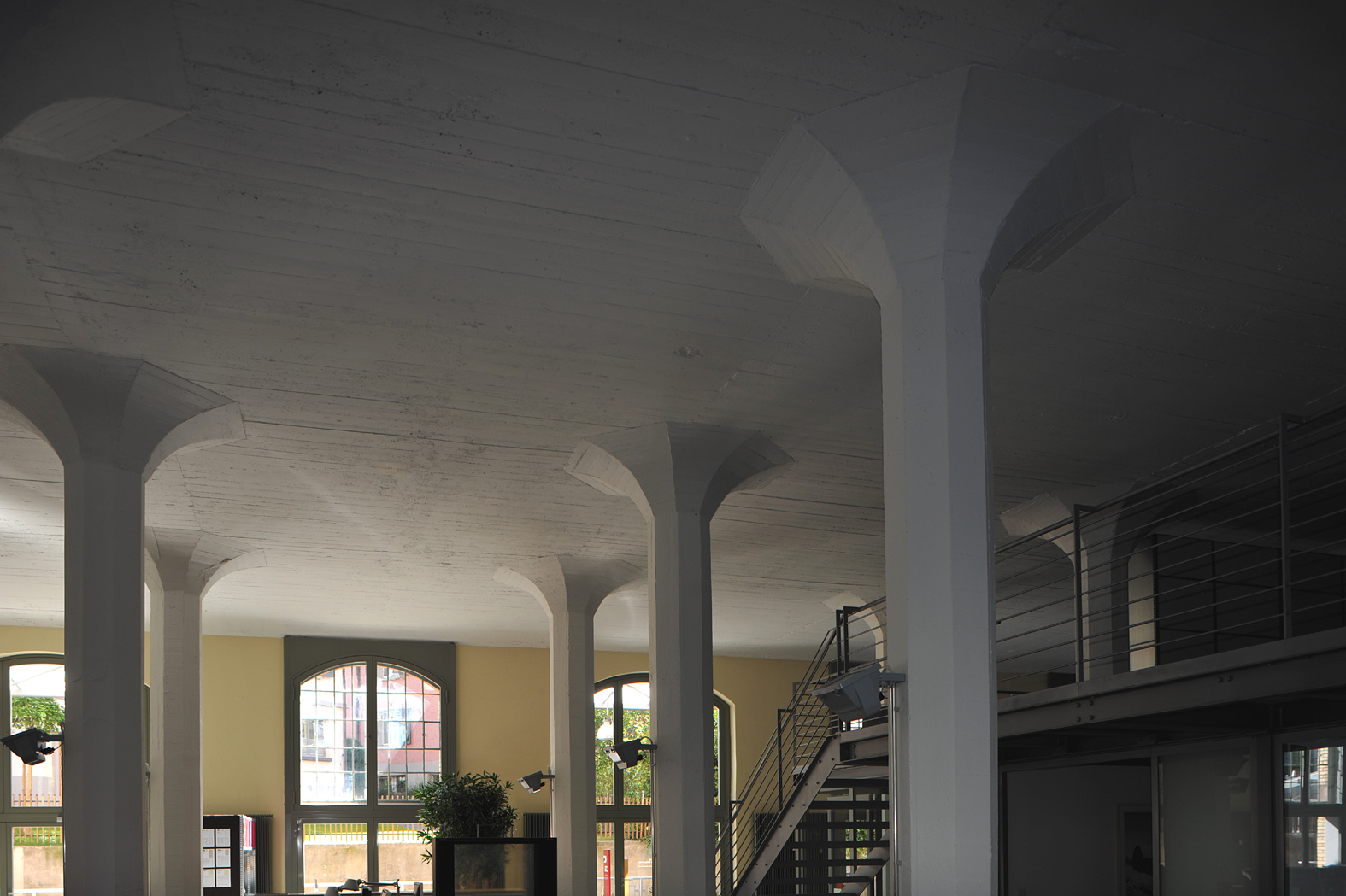
Primera losa de Maillart sustentada con pilares en forma de seta, en el almacén Giesshübel de Zúrich (1910)

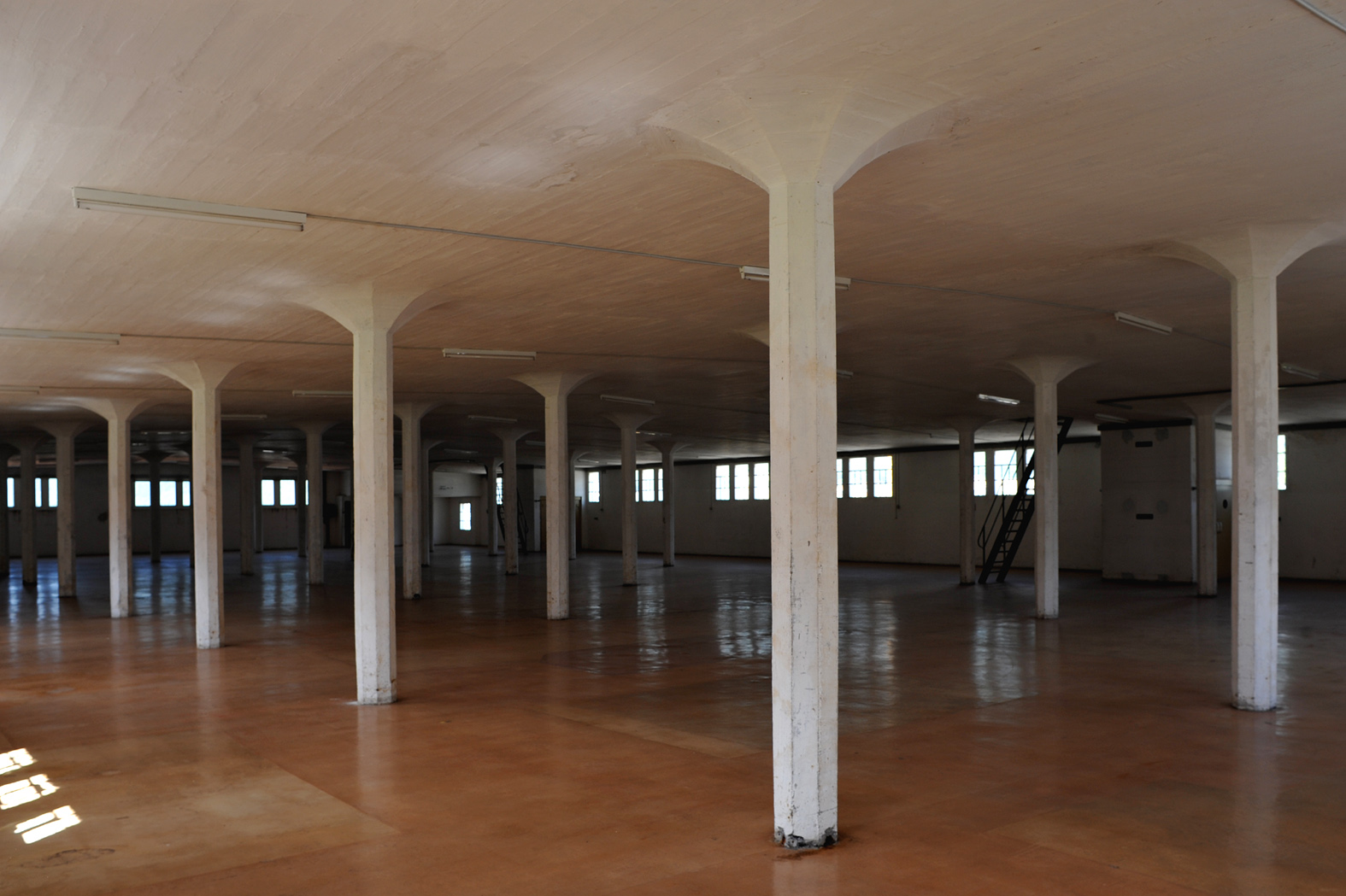
Losa sobre pilares en forma de seta en el tercer piso del Almacén de granos de la Confederación Suiza en Altdorf (1912)

Maillart es conocido también por su revolucionario diseño de columnas con forma de seta en una serie de edificaciones. Construyó su primer techo de este tipo para un almacén en Zúrich y trató el tablero de hormigón como una losa, en lugar de reforzarlo con vigas. Uno de sus más famosas realizaciones es el diseño de las columnas en la planta de filtración de agua en Rorschach. Maillart decidió abandonar los métodos estándar para crear "el método de construcción europeo más racional y más bello". Su diseño de las columnas incluía ensanchar las partes superiores para reducir el momento flector entre las columnas. Con el ensanchamiento, se formaban ligeros arcos para transferir las cargas desde el techo a las columnas.
También abocinó la parte inferior de las columnas para reducir la presión (carga por unidad de área) en las zonas de apoyo sobre el suelo. Al ensanchar la parte inferior de las columnas, el área de la carga se distribuye más ampliamente y, por lo tanto, se reduce el valor de la compresión resultante.
Muchos de sus predecesores habían empleado este método usando madera y acero, pero Maillart fue revolucionario al ser el primero en utilizar hormigón. Usó el hormigón porque podía soportar eficazmente el peso de una considerable capa de tierra dispuesta como aislamiento contra la congelación.
Su técnica se utilizó para construir el Ponte Del Ciolo (Puente de Ciolo), que se encuentra en Ciolo, en Apulia.

## Características de sus innovaciones
Todas las partes y componentes del puente fueron integradas sobre la base de su función constructiva, de forma que la carretera ya no es un peso que el arco deba soportar sino un elemento constructivo que coopera como una parte resistente más de la estructura. Sus puentes buscan vencer el antiguo principio de la separación entre peso propio y cargas útiles. De esta forma los puentes de Maillart pasan a convertirse en obras de arte por la economía de medios, el equilibrio armónico y la fuerza constructiva (tradicionalmente, se ha denominado "obra de arte" a todo puente, viaducto, alcantarilla o elemento similar que sirva para salvar una hondonada del terreno).
Su principal innovación es la viga cajón de tres articulaciones utilizada para el puente de Tavanasa sobre el río Rin, construido en 1905 y destruido por un alud en 1927.
Entre sus estructuras arquitectónicas son destacables la nave del Almacén de Aduanas de Chiasso en 1924 y la gran nave de hormigón para la Exposición Nacional de Suiza de 1939 celebrada en Zúrich.
La invención más importante aplicada a edificios fue la construcción de techos sin vigas apoyadas en capiteles en 1908, técnica que se difundió por el mundo a partir de 1910. En este sistema constructivo se elimina la transición columna - viga - losa y solo queda de forma ligera y esbelta la transición columna - losa. Esto permite ahorrar material, tiempo de ejecución y otorga flexibilidad al diseño, con el beneficio adicional de la ligereza y la elegancia.

## Reconocimientos
- En 1936 fue elegido miembro del Royal Institute of British Architects (RIBA).[2]
- En 1947, una exposición sobre Robert Maillart en el MoMA de Nueva York presentó sus puentes y su trabajo de diseño.[4][12]
- El puente Salginatobel fue catalogado como patrimonio cultural suizo.[13]
- En 1991, la Sociedad Estadounidense de Ingenieros Civiles declaró al puente de Salginatobel Monumento Histórico Internacional de la Ingeniería Civil.[14]
- En 2001, la revista especializada británica Bridge - Design and Engineering votó al puente de Salginatobel de Maillart como "el puente más hermoso del siglo".[15]

## Métodos analíticos
Hacia la segunda mitad del siglo XIX se habían logrado importantes avances en la teoría del diseño, la estática gráfica y el conocimiento de la resistencia de los materiales. A medida que el siglo XIX se acercaba a su fin, el principal factor que contribuyó a la necesidad de un diseño científico de los puentes fueron los ferrocarriles. Los ingenieros tenían que conocer los niveles precisos de tensiones en los elementos del puente para adaptarse a las grandes cargas generadas por los trenes. La primera solución de diseño fue obtenida por Squire Whipple en 1847. Su mayor avance fue que los elementos de una estructura podían analizarse como un conjunto de piezas sometido a un sistema de fuerzas en equilibrio. Este sistema, conocido como el "método de los nudos", permite la determinación de los esfuerzos en todos los elementos de una celosía si se conocen las fuerzas que actúan sobre ella. El siguiente avance en el diseño fue el "método de las secciones", desarrollado por Wilhelm Ritter en 1862. Ritter simplificó los cálculos de las fuerzas al desarrollar una fórmula muy simple para determinar las fuerzas en los elementos contenidos en una sección transversal. Un tercer avance fue un mejor método de análisis gráfico, desarrollado de forma independiente por James Clerk Maxwell (en el Reino Unido) y Karl Culmann (desde Suiza).
Robert Maillart aprendió los métodos analíticos de su época, pero estuvo más influido por los principios desarrollados por su mentor, Wilhelm Ritter, mencionados anteriormente. Maillart estudió con Ritter, quien tenía tres principios básicos de diseño. El primero de ellos fue valorar los cálculos basados en un análisis simple, de modo que se pudieran hacer los supuestos apropiados basados en el sentido común. El segundo fue considerar cuidadosamente el proceso de construcción de la estructura, no solo el producto final. El último principio era probar una estructura siempre con pruebas de carga a escala real. Todos estos principios son una adaptación de las técnicas disponibles, pero con énfasis en el estudio cuidadoso de las estructuras construidas previamente.
En la época de Maillart y Ritter, otros diseñadores preferían que sus diseños evolucionaran a partir de estructuras y diseños previamente exitosos. Los ingenieros y científicos alemanes habían desarrollado técnicas matemáticas elaboradas y estaban seguros de que no necesitaban pruebas prácticas de carga de sus diseños desarrollados con esas técnicas. Sin embargo, estas técnicas no alentaron a los diseñadores a pensar en formas inusuales, porque esas formas no podían analizarse completamente usando las técnicas matemáticas disponibles. Los principios de Ritter tenían la ventaja de que permitieron adoptar formas poco comunes.

## Puentes
- Puente de Stauffacher (1899)
- Puente de Zuoz (1901)
- Puente de Tavanasa (1904)
- Puente de Laufen (1911)
- Puente de Salginatobel (1930)
- Puente de Bohlbach (1932)
- Puente de Rossgraben (1932)
- Puente de Schwandbach (1933)
- Puente de Vessy sobre el río Arve (1936)

## Imágenes
|  |  |  |

|  |  |  |